# Olivia Smart
Olivia Smart (nacida el 1 de abril de 1997) es una deportista de patinaje sobre hielo hispano-británica que actualmente compite con Tim Dieck por España. Juntos son bicampeones nacionales españoles (2024-25), medalla de bronce en Skate America 2024, medalla de bronce en el Memorial CS Nepela 2024 y medalla de plata en la Challenge Cup 2024. Obtuvieron medalla de bronce por su danza libre en los Campeonatos del Mundo de 2025.
Anteriormente también representó a España con Adrián Díaz. Con Díaz, Smart fue medalla de bronce en el Skate Canada International 2021, cuatro veces medallista en las Challenger Series y tres veces campeona de España. Representaron a España en los Juegos Olímpicos de Invierno de 2022.
Con su expareja Joseph Buckland, es tres veces campeona nacional júnior británica (2012-14), y compitió en tres Campeonatos del Mundo Júnior, alcanzando el top ten en 2014. Además, compitió en la decimoquinta serie del programa de la ITV Dancing on Ice, en pareja con Nile Wilson.
Olivia Smart nació el 1 de abril de 1997 en Sheffield, Inglaterra. Estudió en el Sheffield High School for Girls. Olivia's Trains, una tienda de maquetas de trenes de la ciudad, lleva su nombre. Obtuvo la nacionalidad española en julio de 2017.

## Carrera de patinaje sobre hielo

### Patinaje con Joseph Buckland (en Gran Bretaña)

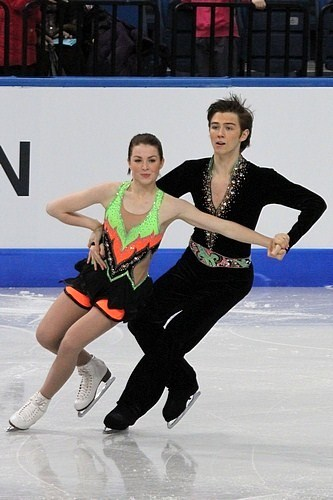
Olivia & Smart Joseph Buckland en el Mundial Júnior de 2012

Smart formó equipo con Joseph Buckland en 2010. Debutaron en los JGP (ISU Junior Grand Prix) en otoño de 2011, clasificándose decimoterceros en Austria y duodécimos en Estonia. Quedaron decimoséptimos en su primer Campeonato del Mundo Júnior, celebrado en Minsk en marzo de 2012. En la temporada 2012-2013, el dúo no participó en las series de los JGP y terminó vigésimo segundo en los Campeonatos del Mundo Júnior de 2013, celebrados en Milán.
En 2013-2014, Smart/Buckland fueron séptimos en sus dos participaciones en los JGP, Polonia y la República Checa, y acabaron décimos en los Campeonatos del Mundo Júnior de 2014, celebrados en Sofía (Bulgaria).
Smart/Buckland pasasaron a la categoría absoluta en la temporada 2014-2015. En octubre de 2014, quedaron cuartos en el Trofeo Ondrej Nepela, una prueba de la ISU Challenger Series. En noviembre, ganaron medallas de plata en la Copa Internacional de Niza y en el Trofeo NRW antes de hacerse con el título nacional británico en ausencia de los campeones de siempre, Coomes/Buckland. Smart/Buckland se retiraron de los Campeonatos de Europa de 2015 antes del baile corto, ya que Buckland había enfermado de gastroenteritis El dúo quedó en vigésimo séptimo lugar en los Campeonatos del Mundo de 2015 en Shanghái (China). Tras esa temporada, se separaron.

### 2016–2017 Debut de Smart/Díaz
El 13 de diciembre de 2015, se anunció que Smart se había asociado con el español Adrián Díaz y que deseaban representar a España.El 15 de enero de 2016, Smart anunció que la asociación británica de patinaje la había liberado y que ella y Díaz entrenarían en Montreal, Quebec, Canadá, bajo las órdenes de Marie-France Dubreuil, Patrice Lauzon y Romain Haguenauer.
En su debut internacional, Smart/Díaz se hicieron con la plata por detrás de Pogrebinsky/Benoit en el Lake Placid Ice Dance International a finales de julio de 2016. Posteriormente compitieron en tres eventos de la ISU Challenger Series, quedando cuartos en el 2016 U.S. International Classic, sextos en el 2016 CS Autumn Classic International y sextos en el 2016 CS Finlandia Trophy, antes de ganar el oro en el Open d'Andorra.
Smart/Díaz acabaron segundos, por detrás de Hurtado/Khaliavin, en los Campeonatos de España. Como consecuencia, no fueron nominados para los Campeonatos de Europa de 2017.
Smart/Díaz se hicieron con la plata en febrero en el Open de Baviera. Ese mismo mes, la Federación Española Deportes de Hielo (FEDH) los seleccionó para competir en los Campeonatos del Mundo de 2017, la principal competición de clasificación olímpica. Los dos quedaron decimosextos en la danza corta, decimonovenos en la danza libre y decimoctavos en la general en el evento celebrado en Helsinki (Finlandia). Su resultado permitió a España enviar un equipo de danza sobre hielo a los Juegos Olímpicos.

### 2017–2018

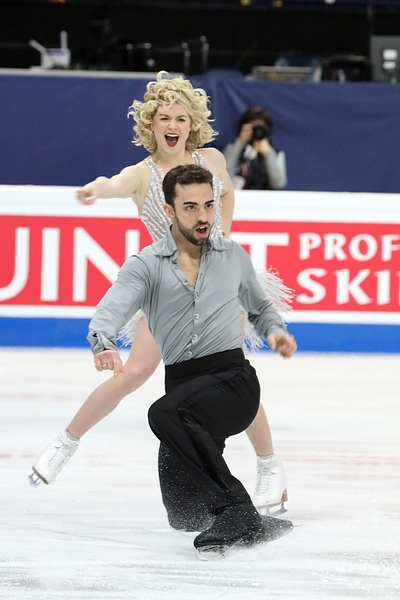
Smart y Díaz en el Campeonato del Mundo de 2017

En julio de 2017, la FEDH anunció que la plaza olímpica de España sería para el equipo que obtuviera la mayor puntuación combinada en el CS Golden Spin de Zagreb 2017 y en los Campeonatos de España.
Smart/Díaz comenzaron su temporada en las Challenger Series, quedando séptimos en el U.S. International Figure Skating Classic de 2017 y cuartos en el Autumn Classic International de 2017. En su debut en el Grand Prix, quedaron sextos en el Skate Canada International 2017 en octubre. En diciembre, quedaron quintos en el CS Golden Spin de Zagreb 2017, con 4,18 puntos menos que Hurtado/Khaliavin. Ese mismo mes, ganaron el título nacional español por un margen de 3,23 puntos, lo que se tradujo en un déficit final de 0,95 puntos. El 17 de diciembre de 2017, la FEDH anunció que Hurtado/Khaliavin competirían en los Campeonatos de Europa y los Juegos Olímpicos, mientras que Smart/Díaz serían asignados a los Campeonatos del Mundo de 2018 Terminaron duodécimos en el evento de Milán (Italia).

### 2018–2019

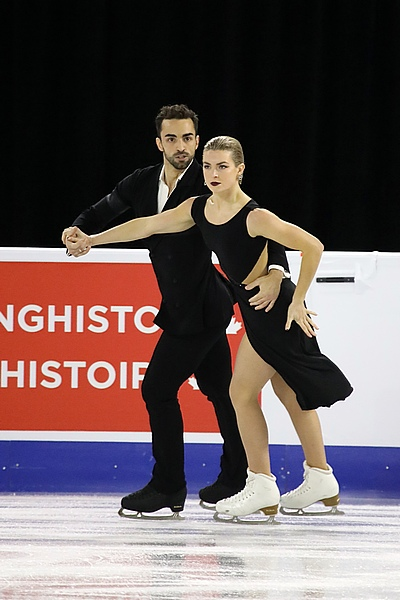
Olivia Smart, Adrián Díaz - 2018 Skate Canada

Smart/Díaz comenzaron su temporada en el evento Autumn Classic International Challenger Series, donde quedaron segundos por detrás de los canadienses Weaver/Poje. Al inicio de la temporada 2018-19, fueron asignados a dos eventos Grand Prix, el Skate Canada y los Internacionales de Francia 2018, terminando quintos en el primero y séptimos en el segundo.
Tras ganar la medalla de plata en los Campeonatos de España, quedando por detrás de Hurtado/Khaliavin, quedaron octavos en los Campeonatos de Europa de 2019.

### 2019-2020

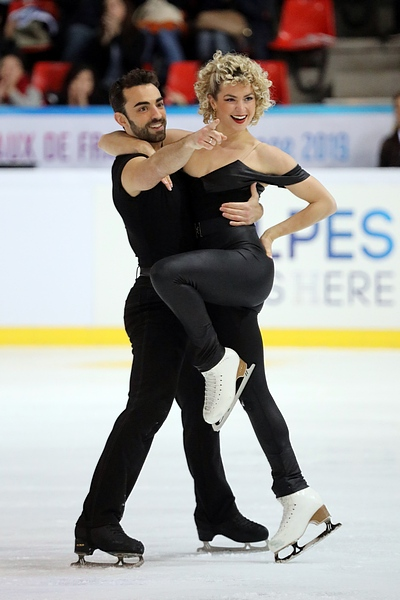
Internacionales de Francia 2019

Smart/Díaz comenzaron la temporada con una victoria en el 2019 Lake Placid Ice Dance International y luego quedaron en cuarto lugar en el 2019 CS Autumn Classic International. En su primera participación en el Grand Prix, Skate America 2019, quedaron cuartas, con tres nuevas marcas personales establecidas Smart/Díaz concluyeron el Grand Prix con otro cuarto puesto en los Internationaux de France 2019.
Tras ganar por segunda vez el título nacional español, acabaron octavos en los Campeonatos de Europa de 2020, por debajo de Hurtado/Khaliavin en séptimo lugar A pesar de ello, fueron designados para competir en los Campeonatos del Mundo de Montreal, pero estos se cancelaron como consecuencia de la pandemia de COVID-19.

### 2020-2021
Smart/Díaz fueron asignados al Skate Canada International 2020, pero este evento también fue cancelado debido a la pandemia. Aunque Smart/Díaz figuraban en la lista preliminar de inscritos para los Campeonatos del Mundo de 2021, la Federación Española de Deportes de Hielo anunció el 2 de marzo que la decisión final sobre qué equipo representaría a España se tomaría tras un duelo virtual entre ellos y Hurtado/Khaliavin. El 7 de marzo, la federación española anunció que la plaza había sido concedida a Hurtado/Khaliavin.

### 2021-2022 Juegos Olímpicos de Pekín
Smart/Díaz comenzaron la temporada olímpica en el CS Autumn Classic International 2021, donde ganaron la medalla de plata, estableciendo nuevas mejores puntuaciones personales en la danza libre y en la general en el proceso. Vencieron a sus rivales nacionales Hurtado/Khaliavin por 0,25 puntos en el primero de los tres enfrentamientos para determinar qué equipo formaría parte del equipo olímpico español en su segundo evento, el CS Finlandia Trophy 2021.
Compitiendo en el Grand Prix del Skate America 2021, quedaron cuartos en la danza rítmica, a 1,27 puntos de sus compañeros de entrenamiento canadienses Fournier Beaudry/Sørensen. Fueron terceros en la danza libre, pero quedaron cuartos en la general por 0,54 puntos. Su danza libre del Zorro recibió una gran ovación del público, y Smart comentó que «la reacción del público hizo que todo mereciera la pena y fuera memorable». La semana siguiente, en su segundo Gran Premio, el Skate Canada International 2021, fueron terceros en ambos segmentos de la competición, y ganaron la medalla de bronce, su primera medalla en un Gran Premio.
Smart/Díaz se enfrentaron a Hurtado/Khaliavin en los Campeonatos de España 2022 y ganaron las dos partes de la competición para hacerse con la medalla de oro con una puntuación de 202,47, con un margen de 8,12 puntos sobre sus rivales, medalla de plata, ampliando su margen acumulado a 8,37 puntos. Ambos equipos acudieron entonces a los Campeonatos de Europa 2022, la tercera y última competición por la plaza olímpica española. Smart/Díaz fueron quintos en la danza rítmica y ascendieron al cuarto puesto en la general con un cuarto puesto en la danza libre, a pesar de una caída técnica en su pose final. Smart comentó que esta temporada ha sido «la más dura en la que hemos trabajado por algo. No ha sido sólo esta competición; ha sido toda la temporada en la que hemos dado todo lo que teníamos». Hurtado/Khaliavin terminaron en sexta posición, a 4,96 puntos. Con un margen acumulado de 13,33 puntos, Smart/Díaz fueron nombrados posteriormente miembros del equipo olímpico español.
Smart/Díaz, que compitieron en los Juegos Olímpicos de Invierno de 2022 en la prueba de danza, quedaron novenos en la danza rítmica. En la danza libre consiguieron una nueva mejor marca personal, superando por primera vez los 120 puntos en el segmento con una puntuación de 121,41 puntos. Debido a los errores de los equipos mejor clasificados, Fournier Beaudry/Sørensen, Gilles/Poirier y Stepanova/Bukin, quedaron sextos en ese segmento y ascendieron al octavo puesto de la clasificación general.
Smart/Díaz terminaron su temporada en los Campeonatos del Mundo de 2022, celebrados en Montpellier. Los equipos de danza rusos estuvieron ausentes debido a que la Unión Internacional de Patinaje prohibió la participación de todos los deportistas rusos a causa de la invasión de Ucrania por parte de su país. Acabaron séptimos, el mejor resultado de la historia para un equipo español, y consiguiendo por fin el ansiado objetivo de la federación española de conseguir dos plazas para los equipos de danza españoles en los Campeonatos del Mundo.
El 23 de mayo, la federación española anunció que Díaz se retiraba de la competición. Indicaron que Smart «seguiría un nuevo camino deportivo» con la federación.
Con el fin de su asociación con Díaz, Smart buscó otras oportunidades, y fue anunciada como nueva patinadora profesional para la serie 15 de Dancing on Ice de ITV. Formó pareja con Nile Wilson, medalla de bronce olímpica en gimnasia artística en 2016[35][36].
Al mismo tiempo, Smart comenzó a desarrollar una nueva asociación competitiva con el bailarín de hielo alemán Tim Dieck. Los dos exploraron opciones para representar a España o Alemania, pero la federación española ofreció un apoyo financiero superior, y finalmente solicitaron que Dieck fuera liberado por la Unión Alemana de Patinaje sobre Hielo En diciembre de 2022, se anunció que Dieck había sido liberado por la federación alemana. Los dos planeaban empezar a entrenar en Montreal en abril de 2023 con vistas a competir en la temporada 2023-24.
Smart y Wilson fueron nombrados ganadores de Dancing on Ice. Ella dijo después de su paso por el programa que «lo he pasado mal y me he entrenado para los Juegos Olímpicos, pero esto ha sido duro. Nos ha encantado, pero ha sido duro física y mentalmente. He aprendido mucho haciendo este programa y me encantaría volver a competir con lo que he aprendido».

### 2023–2024 Debut de la pareja Smart/Dieck

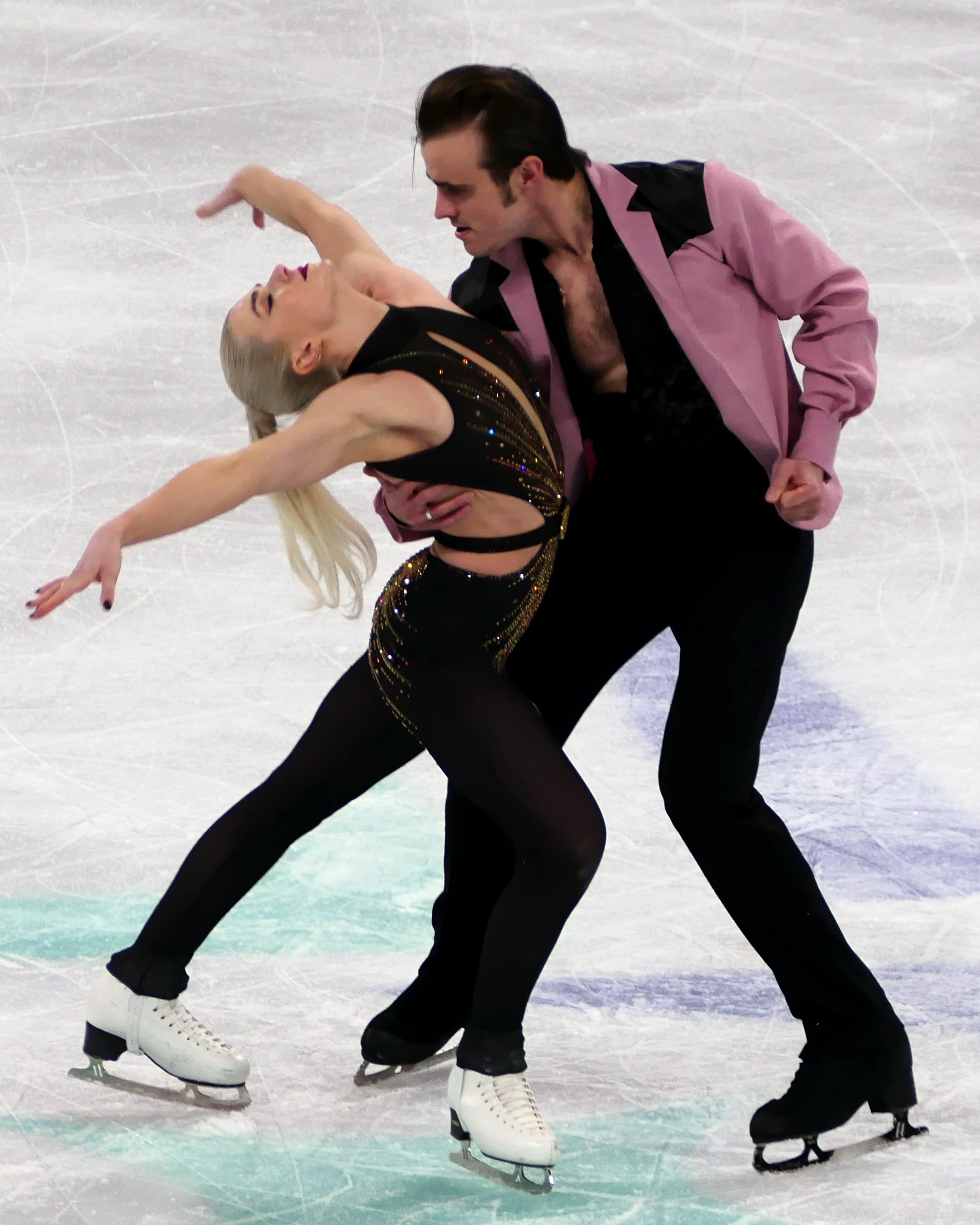
Olivia Smart y Tim Dieck se presentan en la danza libre en el 2024 Campeonato Mundial de Patinaje Artístico.

Smart y Dieck hicieron su debut competitivo en el circuito Challenger, terminando en cuarto lugar en el 2023 CS Autumn Classic International. También fueron cuartos en el CS Finlandia Trophy 2023. En su debut como equipo en el Grand Prix de Skate America 2023, Smart/Dieck quedaron sextos. Después fueron octavos en el Grand Prix de France 2023.
En su primera participación en los Campeonatos de España, en diciembre, Smart/Dieck ganaron la medalla de oro a sus rivales Val/Kazimov. A pesar de ello, la federación española anunció inicialmente que Val/Kazimov representarían al país en los Campeonatos de Europa y del Mundo de 2024. Tras la polémica suscitada en torno a los criterios utilizados para llegar a este resultado, el 27 de diciembre la federación española anunció que Smart/Dieck obtendrían en su lugar la única plaza del país para el Campeonato del Mundo.
Smart/Dieck ganaron la medalla de plata en la International Challenge Cup en febrero. En los Campeonatos del Mundo, celebrados en Montreal, sede de la base de entrenamiento del equipo, Smart/Dieck quedaron decimoquintos en la danza rítmica y se clasificaron para la danza libre. Un error en su giro de danza les hizo terminar vigésimos entre veinte equipos en la danza libre, cayendo hasta el decimonoveno puesto en la general. Smart comentó que el error «encaja dentro de esta temporada llena de altibajos, que aceptamos como una lección que tenemos que aprender»

### 2024–25 Dune y Grand Prix bronce

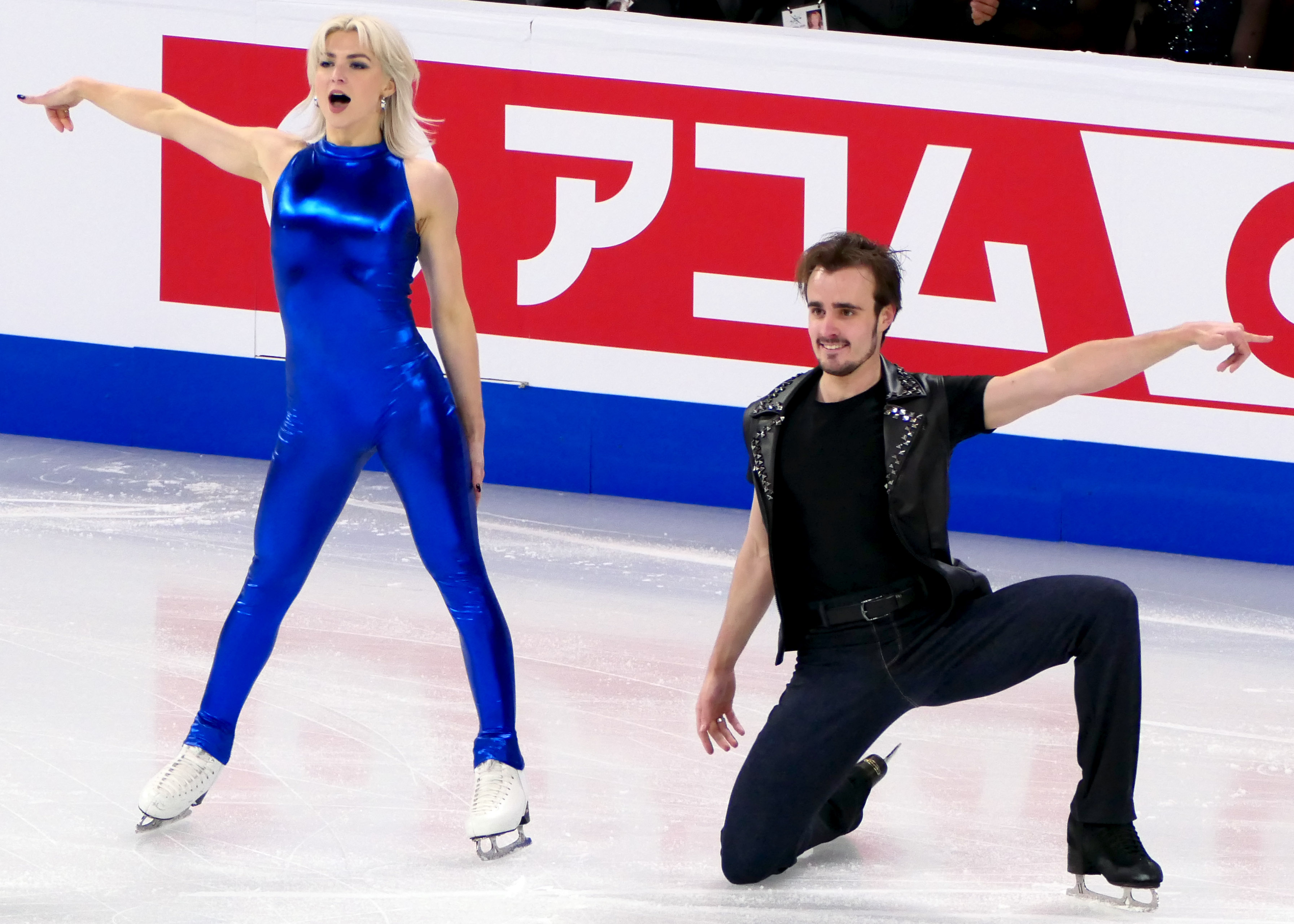
Olivia Smart y Tim Dieck interpretan el baile rítmico en los Campeonatos Mundiales de Patinaje Artístico 2024.

Al preparar sus programas para la nueva temporada, Smart sugirió para su programa gratuito la banda sonora de Dune de Hans Zimmer, explicando más tarde que «me daba una sensación que quería sentir... Quería algo que me pusiera la piel de gallina, algo que me hiciera sentir ese tipo de cosas». Fueron el único equipo de danza sobre hielo que utilizó esa música durante la temporada.
Smart y Dieck comenzaron la temporada en el circuito Challenger con un sexto puesto en el Trofeo Nebelhorn 2024. En la serie Grand Prix 2024-25, su primer destino fue el Skate America 2024, terminaron quintos en el programa corto, habiendo perdido un nivel de twizzle y recibiendo sólo un nivel uno en sus pasos de patrón. Sin embargo, quedaron terceros en la danza libre, con una nueva mejor marca personal (118,45), y subieron al tercer puesto de la clasificación general para colgarse la medalla de bronce. Smart declaró que la puntuación obtenida en la danza libre le hizo sentir que «por fin todo nuestro duro trabajo había dado sus frutos». Por supuesto, había muchas dudas». Smart también estrenó en Skate America un nuevo traje de danza libre con temática de las Dunas que había sido diseñado por su amiga y compañera de entrenamiento Madison Chock, y declaró más tarde: «Debería haber acudido a ella desde el principio». Tanto el vestuario como el programa cosecharían elogios en el evento. Una semana después, Smart/Dieck ganaron una medalla de bronce en el CS Nepela Memorial 2024, su segunda participación en Challenger. [En la Copa de China 2024, Smart y Dieck fueron quintos en la danza rítmica y terceros en la danza libre, al igual que en Skate America, pero esta vez terminaron cuartos en la clasificación general.
En diciembre, Smart/Dieck ganó su segundo título nacional consecutivo en el Campeonato de España 2025. Al mes siguiente hicieron su debut en el Campeonato de Europa en la edición 2025 en Tallin. Durante una sesión de práctica, el equipo tuvo una colisión con los bailarines israelíes Elizabeth Tkachenko y Alexei Kiliakov; mientras que Dieck golpeó su cabeza en el hielo, Kiliakov fue cortado en la pierna y como resultado los israelíes se retiraron del evento. Smart/Dieck fue séptimo en el baile rítmico, quinto en el baile libre y terminó quinto en la general. El programa de Dune volvió a recibir una fuerte recepción, Dieck observó que "la audiencia era increíble. Como que estaban muy interesados. En las partes tranquilas de la música, se podría haber oído caer un alfiler." 
En el Campeonato del Mundo de 2025 en Boston, Smart/ Dieck quedó octavo en la danza rítmica (77.21), estableciendo un nuevo récord personal. En la danza libre se establece otra mejor puntuación de 123,71, que colocó tercero en el segmento, elevándolos a sexto lugar en general. Recibieron una pequeña medalla de bronce por la danza libre, una primicia para un equipo de baile español. Smart dijo después que mientras estaban considerando otra idea para una temporada olímpica de danza libre, también era posible que retuvieran el programa Dune para la próxima temporada, remarcando "tenemos que sopesar nuestras opciones cuidadosamente."  Posteriormente recibieron el premio al mejor traje en los Premios de Patinaje ISU 2025.